# 道の駅秘境の郷いずみ
道の駅秘境の郷いずみ（みちのえき ひきょうのさといずみ）は、熊本県八代市にある国道443号の道の駅である。

## 概要
熊本県36番目の道の駅。1997年（平成9年）に当時の八代郡泉村の玄関口に観光物産施設としてオープンした「ふれあいセンターいずみ」を道の駅として登録したもの。八代市では道の駅坂本、道の駅東陽に次ぐ3か所目の道の駅となる。

## 歴史

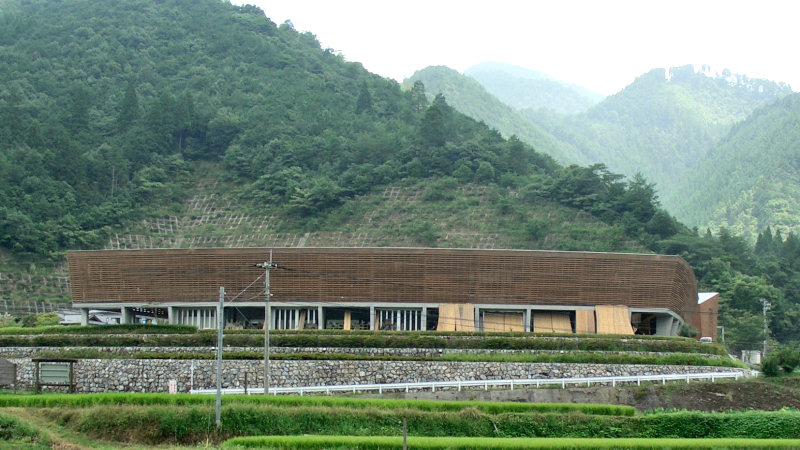
2005年時点（トイレ増設前）の物産レストラン棟外観

- 1997年（平成9年） - 当時の八代郡泉村に「ふれあいセンターいずみ」としてオープン[5]
- 2024年（令和6年）
  - 2月16日 - 国土交通省より道の駅第60回登録において、既存施設のふれあいセンターいずみを「道の駅秘境の郷いずみ」として登録[1]。
  - 3月8日 - 登録証伝達式が開かれる[3][4]。
  - 4月20日 - 開駅[1][2][3]。

## 施設
- 駐車場 71台
- トイレ 21器
- 情報提供施設
- 休憩施設
- 観光案内所
- ベビーコーナー
- 公衆電話
- 公衆無線LAN
- 物販施設
- 飲食施設
- きなっせホール
- 展示室
- 会議室
- 多目的室
- 屋根付きイベントスペース
- 広場（キッズスペース）
- ポスト

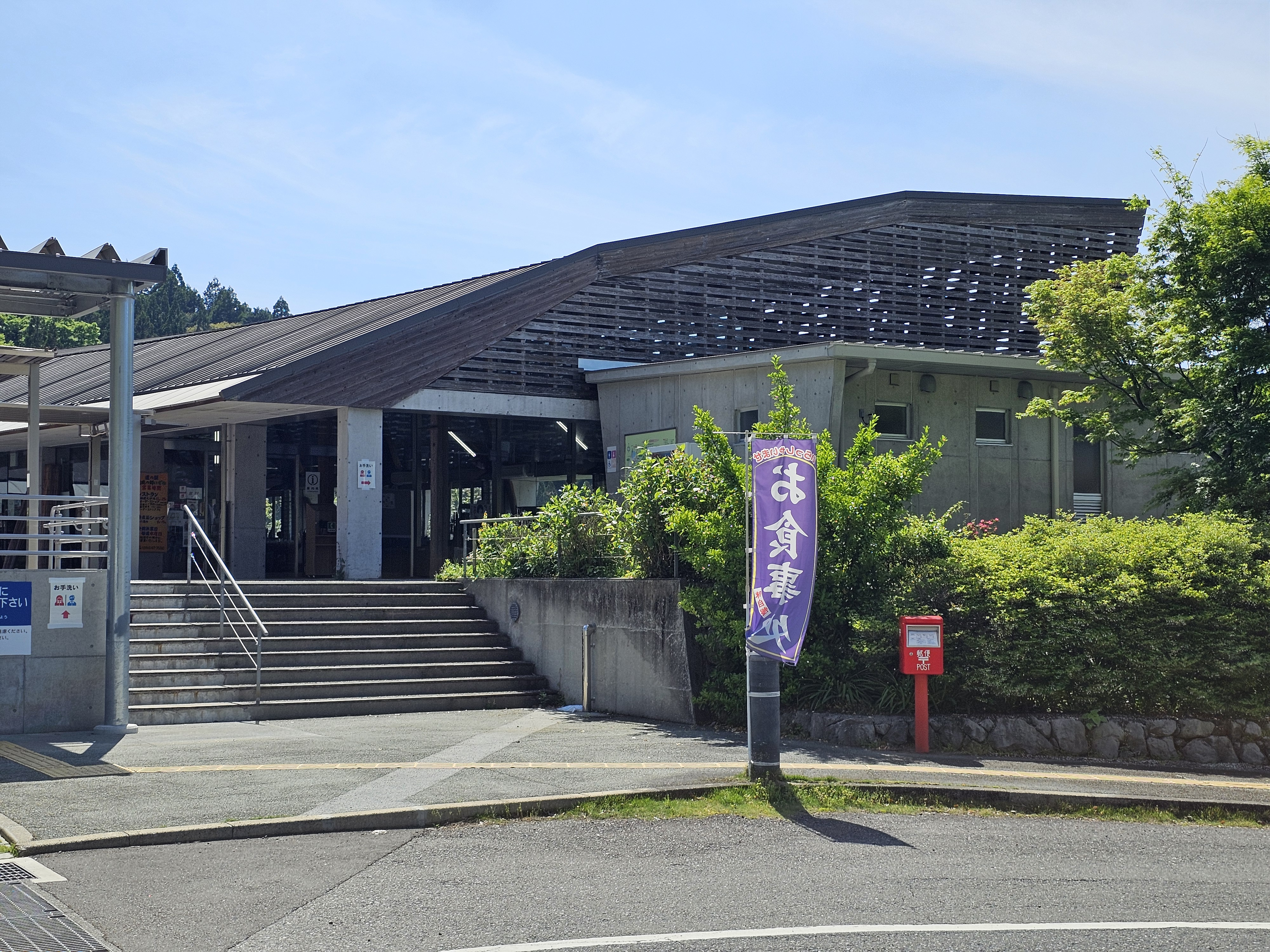
物産レストラン棟と屋外トイレ（2025年4月）
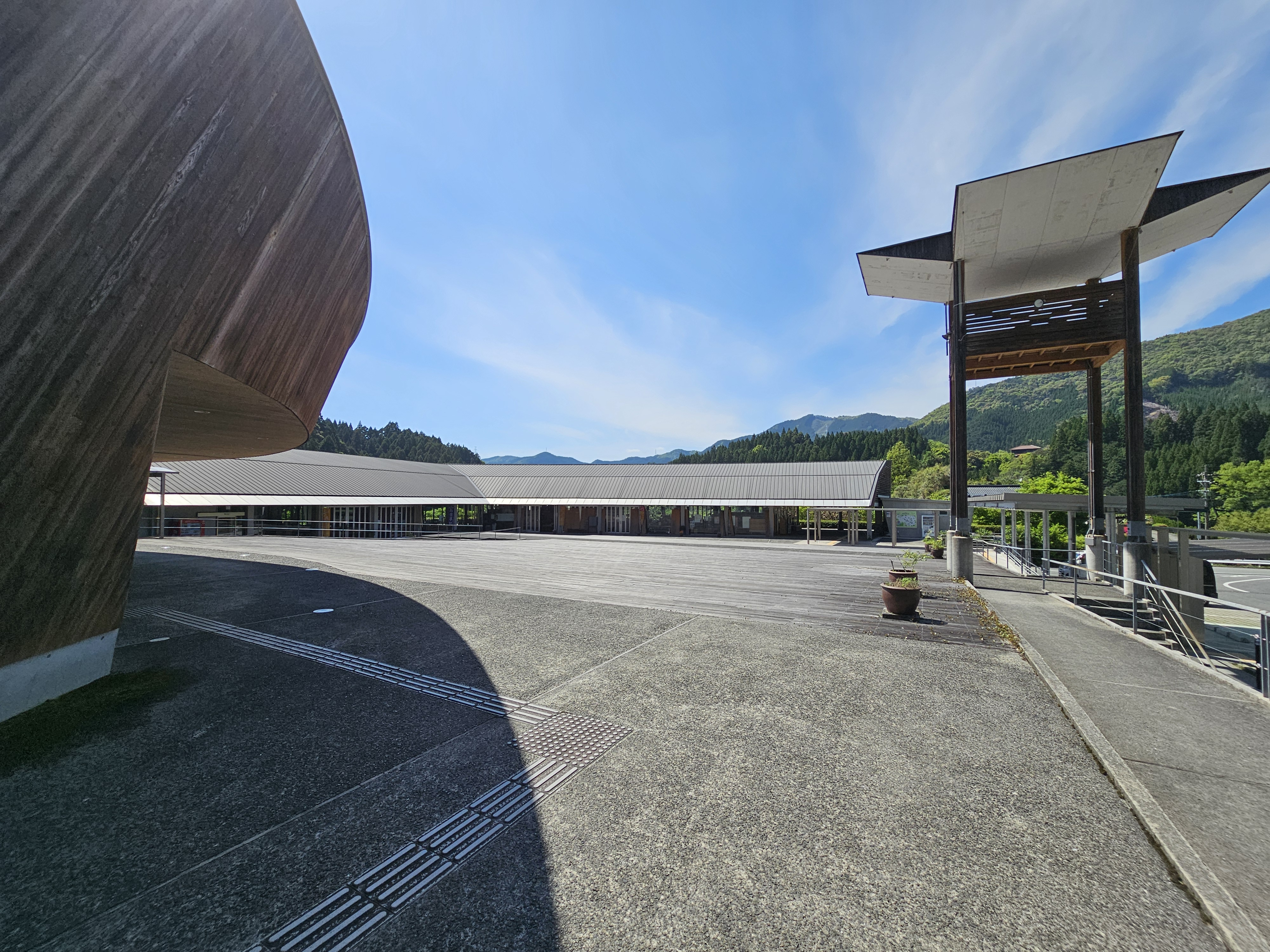
物産レストラン棟、イベントタワー（2025年4月）

## アクセス
- 国道443号 - 登録路線